# Xã Stewart, Quận Fayette, Pennsylvania
Xã Stewart (tiếng Anh: Stewart Township) là một xã thuộc quận Fayette, tiểu bang Pennsylvania, Hoa Kỳ. Năm 2010, dân số của xã này là 731 người.